# 1930년
1930년은 수요일로 시작하는 평년이다.

## 연호
- 대한민국 임시정부(大韓民國 臨時政府) 대한민국(大韓民國) 12년
- 중화민국(中華民國) 민국(民國) 19년
- 일본(日本) 쇼와(昭和) 5년
- 응우옌 왕조(阮朝) 바오다이(保大) 5년

## 기년
- 응우옌 왕조(阮朝) 보대제(保大帝) 5년

## 사건
- 1월 - 경성 충무로1가에 미쓰코시 경성지점 개업
- 1월 10일 - 부산 조선방직회사 노동자 2천여명이 대우개선을 요구하며 총파업
- 1월 16일 - 윤백남의 <대도전>이 <동아일보>에 연재 개시
- 1월 17일 - 서울 시내 전 학생이 만세운동으로 인한 검거에 항거, 일제히 동맹휴학에 들어갔다.
- 1월 24일 - 김좌진 장군이 북만주 산시에서 공산주의자에게 암살당함
- 2월 17일 - 대구 조선은행 폭탄사건의 장진홍이 사형 선고를 받음
- 2월 18일 - 미국 로웰 천문대의 클라이드 톰보, 명왕성 발견
- 3월 1일
  - 이동녕, 김구 등이 한국독립당을 창립
  - 경성방송국이 종래의 한국어, 일본어 혼영방송을 중단하고 한국어 방송을 오후 9시~11시로 단축
- 3월 12일 - 인도, 영국에 대한 저항운동으로 소금 사티아그라하 감행.
- 3월 30일 - 독일, 하인리히 브뤼닝, 수상에 임명. 1차 대통령 내각 출범
- 3월 31일 - 경성 단성사에서 최승희 창작무용발표회 공연
- 4월 - 조선프롤레타리아예술동맹의 이름을 카프 (KARF)로 약칭하기로 결정
- 4월 8일 - 근우회 전국대회 개최 금지령으로 불발
- 4월 16일 - <동아일보>가 미국 <네이션>지 편집장 기고문을 게재하였다는 이유로 제3차 무기정간을 당함 (~9월 1일)
- 4월 23일 - 홍난파 작곡집 <조선동요 백곡집> 간행
- 5월 - 한용운, 항일비밀결사단체 '만당' 조직
- 6월 9일 - 경성복심원에서 여운형에게 치안유지법 위반 명목으로 징역 3년 선고
- 7월 - 조선 전국에 폭우로 사망 766명, 실종 933명, 가옥유실 13,000호 등의 큰 피해 발생 (1930년 대폭우)
- 7월 13일 - 우루과이 첫 FIFA 월드컵 개최
- 7월 19일 - 중국 다롄 법원에서 신채호에게 징역 10년 선고
- 7월 21일 - 함경남도 단천군민 수천 명이 삼림조합에 반대하며 군청과 경찰서를 습격
- 7월 26일 - 만주 지린성에서 한국독립당 조직 (중앙위원장 홍진, 군사위원장 지청천)
- 8월 4일 - 대한민국 임시정부 국무원 개편, 국무령에 김구 취임
- 8월 5일 - 닐 암스트롱 탄생
- 8월 7일 - 평양고무 노동자 1,800여명이 임금인하 조치에 항의하여 동맹파업
- 9월 - 규장각 도서 15만 권이 경성제국대학으로 이관
- 9월 1일 - 이기영이 단편 <홍수>를 <조선일보>에 발표
- 9월 2일 - 김동인이 역사소설 <젊은 그들>을 <동아일보>에 발표
- 9월 12일 - 부전강 수력발전소 저수지 완공
- 9월 14일 - 독일, 제5대 의회선거.
- 10월 1일 - 개성과 함흥이 부로 승격되어 개성부, 함흥부가 됨.
- 10월 5일 - 영국의 비행선 R101호 추락참사.
- 10월 14일 - 함흥공립상업학교 학생들이 격문을 살포하며 만세시위를 벌임
- 10월 18일 - 광주지법에서 광주 학생 항일운동에 관련된 독서회 김상환 외 25명에게 각각 징역 4-3년 선고
- 10월 22일 - 경성-강릉 간 시험비행 실시
- 10월 27일 - 일본 제국령 타이완섬에서 우셔 사건이 발생
- 10월 29일 - 심훈이 <동방의 애인>을 <조선일보>에 연재
- 11월 2일  -  하일레 셀라시에 1세, 에티오피아의 황제가 됨
- 11월 9일 - 신간회 중앙집행위원회 소집, 김병로 위원장 선출
- 11월 12일 - 런던에서 제1회 영국-인도 원탁회의
- 11월 14일
  - 중국 낙양 군관학교 한인특별반 설치.
  - 일본 하마구치 오사치 수상, 동경역에서 우익청년에 피격 부상.
- 12월 1일
  - 독일 브뤼닝 내각 비상조치령 발표, 디플레이션 경제 정책 채택.
  - 지방제도 개정, 읍면제 및 도제 공포
- 12월 13일 - 조선어연구회가 한글맞춤법통일안 제정을 결의
- 12월 20일 - 여수-시모노세키 간 정기연락선 취항
- 12월 31일 - 지린성고등법원에서 공산당 혐의로 체포된 재만교포 71명 중, 40여명에게는 사형 등 실형을 선고

## 문화
- 1월 23일 - 평양 숭실전문학교, 숭실중학교 외 9개교가 만세 시위로 휴교.
- 7월 7일 - 미국 캘리포니아 주에서 후버 댐 공사가 시작되었다.
- 7월 13일 - 제 1회 FIFA 월드컵이 우루과이에서 열리다. (7월 30일까지)
- 11월 15일 - 일제에 의해 조선에 "조선미곡창고주식회사" (현 CJ대한통운) 설립.
- 11월 28일 - 당인리발전소 완공.
- 12월 25일 - 남선철도가 여수 - 광주 간 운행 개시

## 탄생

### 1월
- 1월 1일
  - 대한민국의 교수, 사회운동가, 언론인 리영희. (~2010년)
  - 일본의 정치인 호리우치 미쓰오. (~2016년)
  - 중화민국의 배우 랑슝. (~2002년)
  - 시리아의 시인, 수필가 아도니스.
  - 수단의 정치인, 제4대 대통령 가파르 니메이리. (~2009년)
  - 미국의 영화감독 프레더릭 와이즈먼.
- 1월 3일
  - 대한민국의 군인 겸 정치가 이병문. (~2019년)
  - 미국의 영화배우 로버트 로자. (~2015년)
  - 미국의 영화배우 에디 이건. (~1995년)
- 1월 4일 - 영국의 배우, 무대 연출가 아인 커스버트슨. (~2009년)
- 1월 7일
  - 조선민주주의인민공화국의 군인 겸 정치인 오극렬. (~2023년)
  - 오스트리아의 피겨 선수 수시 기에비슈.
- 1월 8일 - 미국의 배우, 댄서 메이 윈.
- 1월 10일
  - 대한민국의 만화가 길창덕. (~2010년)
  - 미국의 기업인 로이 E. 디즈니. (~2009년)
  - 미국의 배우 일레인 드브리.
- 1월 12일 - 캐나다의 아이스하키 선수 팀 호턴. (~1974년)
- 1월 13일 - 미국의 배우 프랜시스 스턴헤이건. (~2023년)
- 1월 16일
  - 대한민국의 정치인 심봉섭. (~2000년)
  - 프랑스의 배우 미쉘린 루치오니. (~1992년)
- 1월 17일 - 미국의 연주가 딕 콘티노. (~2017년)
- 1월 19일
  - 대한민국의 의학자, 안철수의 부친 안영모. (~2022년)
  - 미국의 배우 티피 헤드런.
- 1월 20일
  - 미국의 우주비행사 버즈 올드린.
  - 체코의 소설가 에곤 본디. (~2007년)
- 1월 22일 - 중화민국의 대선승 즈강. (~2009년)
- 1월 23일 - 세인트루시아의 시인 데릭 월컷. (~2017년)
- 1월 27일 - 캐나다의 추기경 알로이시우스 암브로직. (~2011년)
- 1월 29일
  - 대한민국의 시인, 문학평론가 천상병. (~1993년)
  - 일본의 성악가, 기업인 오가 노리오. (~2011년)
- 1월 30일
  - 일본의 기업인 스즈키 오사무. (~2024년)
  - 미국의 전 배우 진 해크먼. (~2025년)

### 2월
- 2월 1일
  - 방글라데시의 정치인 샤하부딘 아흐메드. (~2022년)
  - 방글라데시의 군인 겸 고위정치인 후세인 무함마드 에르샤드. (~2019년)
- 2월 4일 - 대한민국의 배우 박노식. (~1995년)
- 2월 6일 - 일본의 물리학자 곤도 준. (~2022년)
- 2월 8일 - 대한민국의 군인 출신 외교관, 정치인 박노영. (~2012년)
- 2월 10일
  - 이탈리아의 배우 루이사 리벨리.
  - 미국의 배우 로버트 와그너.
- 2월 11일 - 영국의 패션디자이너 메리 퀀트. (~2023년)
- 2월 13일
  - 영국 태생 미국의 오스트리아 학파, 경제학자 이즈리얼 커즈너.
  - 미국의 배우, 각본가 프랭크 벅스튼. (~2018년)
- 2월 14일 - 요르단의 군인 아사드 간마. (~2006년)
- 2월 16일
  - 미국의 배우, 영화각본가 리코우 브로닝. (~2023년)
  - 영국의 배우 존 케어니.
- 2월 17일 - 잉글랜드의 작가 루스 렌델. (~2015년)
- 2월 18일 - 대한민국의 정치인 권노갑
- 2월 19일 - 미국의 영화 감독 존 프랭컨하이머. (~2002년)
- 2월 20일 - 멕시코의 배우 로베르토 코보. (~2002년)
- 2월 21일 - 조선민주주의인민공화국의 정치인 강능수. (~2015년)
- 2월 22일 - 미국의 가수 마니 닉슨. (~2016년)
- 2월 23일 - 일본의 수학자 시무라 고로. (~2019년)
- 2월 24일
  - 대한민국의 정치인 최공인.
  - 미국의 모델, 배우 바버라 로렌스. (~2013년)
- 2월 25일 - 대한민국의 언론 출신 정치가 문태갑.
- 2월 26일
  - 대한민국의 철학자 박이문. (~2017년)
  - 미국의 배우, 영상 편집자 로버트 프란시스. (~1955년)
  - 미국의 배우, 각본가 돈 데블린. (~2000년)
- 2월 27일 - 미국의 배우 조앤 우드워드. (~2024년)
- 2월 28일
  - 대한민국 정치인 노신영. (~2019년)
  - 미국의 물리학자 리언 쿠퍼.

### 3월
- 3월 1일 - 프랑스의 작곡가 피에르 막스 뒤부아. (~1995년)
- 3월 2일
  - 조선민주주의인민공화국의 군인 겸 정치가 김두남 (~2009년)
  - 미국의 배우 존 컬럼.
- 3월 3일 - 루마니아의 정치인 이온 일리에스쿠.
- 3월 4일 - 대한민국의 비전향 장기수 리경구.
- 3월 5일 - 조선민주주의인민공화국의 정치인 전희정. (~2020년)
- 3월 6일
  - 대한민국의 정치인 김준하. (~2017년)
  - 프랑스 출신의 미국 지휘자 로린 마젤. (~2014년)
  - 미국의 배우 앤 프랜시스. (~2011년)
- 3월 7일
  - 미국의 화학자, 생물학자 스탠리 밀러. (~2007년)
  - 대한민국의 의사 노관택. (~2023년)
- 3월 9일 - 핀란드의 배우 타이나 엘그.
- 3월 11일 - 대한민국의 언론인 정광헌. (~2024년)
- 3월 12일 - 대한민국의 전 기업인 방대룡. (~1983년)
- 3월 13일
  - 대한민국의 군인 김상태.
  - 대한민국의 정치인 김두섭. (~2024년)
- 3월 15일
  - 대한민국의 전 국회의원 양창식.  (~2018년)
  - 그리스의 축구 선수 코스타스 네스토리디스. (~2023년)
  - 러시아의 물리학자, 노벨 물리학상 수상자 조레스 알표로프. (~2019년)
  - 미국의 화학자, 노벨 화학상 수상자 마르틴 카르플루스.
- 3월 17일 - 영국의 음악가 앨런 윌리엄스. (~2016년)
- 3월 18일 - 이집트의 무용가 마흐무드 레다. (~2020년)
- 3월 19일 - 미국의 연주가, 작곡가 오넷 콜먼. (~2015년)
- 3월 21일
  - 대한민국의 시인 김시철. (~2023년)
  - 미국의 음악가 오티스 스팬. (~1970년)
- 3월 22일
  - 이탈리아의 로마 가톨릭 교회 사제 스테파노 곱비. (~2011년)
  - 미국의 전도사 팻 로버트슨. (~2023년)
  - 미국의 작곡가, 음악가 스티븐 손드하임. (~2021년)
- 3월 23일 - 잉글랜드의 축구 선수 렌 화이트. (~1994년)
- 3월 24일
  - 미국의 영화배우 스티브 매퀸. (~1980년)
  - 미국의 천문학자 오언 깅거리치. (~2023년)
  - 중앙아프리카 공화국의 정치인 다비드 다코. (~2003년)
- 3월 26일
  - 대한민국의 법조인 변정수. (~2017년)
  - 미국의 법조인 샌드라 데이 오코너. (~2023년)
- 3월 28일 - 일본의 수학자 요네다 노부오. (~1996년)
- 3월 29일 - 모리셔츠의 정치인 아너루드 주그노트. (~2021년)
- 3월 30일 - 오스트레일리아의 가수 롤프 해리스. (~2023년)

### 4월
- 4월 1일 - 미국의 영화배우 그레이스 리 휘트니. (~2015년)
- 4월 3일 - 독일의 연방수상 헬무트 콜. (~2017년)
- 4월 6일 - 미국의 지휘자이자 피아니스트 앙드레 프레빈. (~2019년)
- 4월 7일 - 프랑스의 기업인 이브로셰. (~2009년)
- 4월 9일 - 이탈리아의 정치가, 제2대 세계무역기구 사무총장 레나토 루지에로. (~2013년)
- 4월 10일 - 프랑스의 피아니스트 클로드 볼링. (~2020년)
- 4월 11일 - 사탄교회의 창설자, 교주 앤턴 라베이. (~1997년)
- 4월 14일 - 미국의 배우, 작가 브래드퍼드 딜먼. (~2018년)
- 4월 18일 - 뉴질랜드의 배우 클라이브 레빌.
- 4월 19일 - 미국의 영화배우 로즈 리즌. (~2014년)
- 4월 20일 - 대한민국의 공무원, 정치인, 기업인 김재호. (~2019년)
- 4월 21일 - 이탈리아의 배우 실바나 만가노. (~1989년)
- 4월 24일
  - 대한민국의 언론인 조용수. (~1961년)
  - 미국의 영화 감독 리처드 도너. (~2021년)
  - 캐나다의 사상사학자 제임스 K. 맥코니카. (~2023년)
  - 브라질의 정치인 조제 사르네이.
- 4월 25일 - 미국의 영화배우 폴 마저스키. (~2014년)
- 4월 27일 - 대한민국의 의료인 김익동. (~2022년)
- 4월 28일
  - 미국의 정치인, 국무장관 제임스 베이커.
  - 미국의 배우 캐럴린 존스. (~1983년)
- 4월 29일 - 프랑스의 배우 장 로슈포르. (~2017년)

### 5월
- 5월 4일
  - 대한민국의 교육공무원 김영식. (~2022년)
  - 대한제국의 황족 이해경.
- 5월 5일 - 대한민국의 정치인 정재석.
- 5월 8일 - 대한민국의 작곡가 박춘석. (~2010년)
- 5월 11일 - 네덜란드의 컴퓨터 과학자 에츠허르 데이크스트라. (~2002년)
- 5월 12일 - 미국의 다이빙 선수 팻 매코믹. (~2023년)
- 5월 20일
  - 대한민국의 배우 겸 가수 백일희.
  - 대한민국의 축구 선수 박경호. (~2021년)
- 5월 22일 - 미국의 정치인 하비 밀크. (~1978년)
- 5월 28일
  - 대한민국의 군인 겸 정치가 박종규. (~1985년)
  - 미국의 천문학자 프랭크 드레이크. (~2022년)
- 5월 31일 - 미국의 영화 배우, 감독 클린트 이스트우드.

### 6월
- 6월 12일
  - 미국의 배우 겸 희극인 짐 네이버스. (~2017년)
  - 대한민국의 전 대학 교수 김성수.
- 6월 13일 - 프랑스의 고고학자, 역사가 폴 벤. (~2022년)
- 6월 15일
  - 대한민국의 기업인 함태호. (~2016년)
  - 다게스탄 공화국의 제1대 대통령 마고메달리 마고메도프. (~2022년)
- 6월 16일 - 대한민국의 군인 출신 정치인 오자복. (~2017년)
- 6월 19일 - 미국의 배우 제나 롤런즈.
- 6월 24일 - 프랑스의 영화 감독 클로드 샤브롤. (~2010년)
- 6월 27일 - 폴란드의 배우, 영화 감독 리샤르트 론체프스키. (~2020년)

### 7월
- 7월 2일
  - 미국의 재즈 피아니스트 아마드 자말. (~2023년)
  - 아르헨티나의 제40대 대통령, 정치인 카를로스 메넴. (~2021년)
- 7월 3일 - 중화인민공화국의 배우 구펑.
- 7월 5일 - 조선민주주의인민공화국의 정치인 강관주.
- 7월 7일
  - 일본의 정치인 고바야시 다다오.
  - 미국의 색소폰 연주가, 작곡가 행크 모블리. (~1986년)
- 7월 12일 - 캐나다의 배우, 작가, 영화 감독, 가수 고든 핀센트. (~2023년)
- 7월 13일 - 대한민국의 비전향 장기수 김익진. (~2008년)
- 7월 15일
  - 프랑스의 철학자 자크 데리다. (~2004년)
  - 미국의 수학자, 필즈상 수상자 스티븐 스메일.
- 7월 16일
  - 미국의 가수 조니 제임스. (~2022년)
  - 과테말라의 정치인 로베르토 카르피오 니코예. (~2022년)
- 7월 20일
  - 대한민국 비전향 장기수 김은환.
  - 대한민국의 경제학자 백영훈. (~2023년)
  - 독일의 축구 선수 하인츠 쿠브슈. (~1993년)
- 7월 21일 - 일본의 정치인 다니가와 가즈오. (~2018년)
- 7월 24일 - 이탈리아의 언론인 겸 테니스 선수 잔니 클레리치. (~2022년)

### 8월
- 8월 5일 - 미국의 우주인 닐 암스트롱. (~2012년)
- 8월 10일 - 대한민국의 군인 겸 정치가 김윤호. (~2013년)
- 8월 12일 - 미국의 기업인 조지 소로스.
- 8월 16일 - 멕시코의 가수, 배우 플로르 실베스트레. (~2020년)
- 8월 18일
  - 대한민국의 시인 신동엽. (~1969년)
  - 유대계 미국인 교수 리비우 리브레스쿠. (~2007년)
- 8월 21일 - 영국 왕녀 마거릿.
- 8월 25일 - 스코틀랜드의 영화배우 숀 코너리. (~2020년)
- 8월 27일 - 대한민국의 영화배우 도금봉. (~2009년)
- 8월 28일 - 미국의 영화배우 벤 가자라. (~2012년)
- 8월 30일 - 미국의 투자가 워렌 버핏.

### 9월
- 9월 5일 - 일본의 축구 선수 나가누마 겐. (~2008년)
- 9월 6일 - 일본의 소설가 니시무라 교타로. (~2022년)
- 9월 7일 - 벨기에의 제5대 국왕 보두앵. (~1993년)
- 9월 8일 - 베트남의 군인, 정치인 응우옌까오끼. (~2011년)
- 9월 12일
  - 대한민국의 군인 최기덕.
  - 일본의 화학자 스즈키 아키라.
- 9월 14일 - 대한민국의 정치인, 교수 이해원 (~2014년)
- 9월 19일
  - 독일의 법학자 에른스트볼프강 뵈켄푀르데. (~2019년)
  - 미국의 저널리즘, 시민 운동가 베티 레인. (~2012년)
- 9월 22일 - 미국의 가수 조니 제임스. (~2022년)
- 9월 23일
  - 미국의 솔 가수 레이 찰스. (~2004년)
  - 덴마크의 배우 하나 랄프.
- 9월 24일 - 미국의 우주비행사 존 영. (~2018년)
- 9월 25일 - 이탈리아의 패션 디자이너 겸 기업인 니노 세루티. (~2022년)
- 9월 26일 - 일본의 배우 코바야시 아키지. (~1996년)

### 10월
- 10월 1일
  - 아일랜드의 배우 리처드 해리스. (~2002년)
  - 프랑스의 배우 필리프 누아레. (~2006년)
- 10월 3일 - 대한민국의 정치인 김동근.
- 10월 7일
  - 아르헨티나의 영화배우 엔리케 핀티. (~2022년)
  - 미국의 영화배우 오스틴 스토커. (~2022년)
- 10월 10일 - 영국 극작가 해럴드 핀터. (~2008년)
- 10월 14일 - 콩고민주공화국의 정치인 모부투 세세 세코. (~1997년)
- 10월 15일 - 프랑스의 영화배우, 장교 필립 르루아. (~2024년)
- 10월 23일 - 대한민국의 언어학자 이기문. (~2020년)
- 10월 24일
  - 대한민국의 언론인, 소설가 서기원. (~2005년)
  - 미국의 음악가 빅 바퍼. (~1959년)
  - 노르웨이의 사회학자 요한 갈퉁. (~2024년)
- 10월 26일 - 대한민국의 가수 나애심. (~2017년)
- 10월 28일 - 대한민국의 언론인 문명자. (~2008년)
- 10월 29일 - 프랑스의 조각자 니키 드 생팔. (~2002년)
- 10월 31일 - 미국의 우주비행사이자 시험 비행사 마이클 콜린스. (~2021년)

### 11월
- 11월 1일
  - 대한민국의 군인, 정치인 조재봉. (~2012년)
  - 대한민국의 체육인 안광열. (~2024년)
- 11월 2일 - 대한민국의 수필가 겸 국어학자 미승우. (~1988년)
- 11월 5일
  - 대한민국의 정치인 강보성. (~2021년)
  - 대한민국 육군 군인 이유회. (~1957년)
- 11월 6일 - 미국의 법조인 데릭 벨. (~2011년)
- 11월 11일 - 미국의 기타리스트 행크 갈런드. (~2004년)
- 11월 12일 - 미국의 수학자 노던 존슨. (~2017년)
- 11월 14일 - 캐나다의 배우 모니크 메르퀴르. (~2020년)
- 11월 15일 - 대한민국의 언론인 이광표. (~2021년)
- 11월 16일 - 나이지리아의 작가 치누아 아체베. (~2013년)
- 11월 17일 - 대한민국의 축구 선수 함흥철. (~2000년)
- 11월 20일 - 조선민주주의인민공화국의 정치인 최영림.
- 11월 21일 - 대한민국의 군인 김종곤. (~2022년)
- 11월 22일 - 중화인민공화국의 경제학자 리이닝. (~2023년)
- 11월 28일 - 대한민국의 군인 강승우. (~1952년)

### 12월
- 12월 1일
  - 대한민국의 기업인 신춘호. (~2021년)
  - 조선민주주의인민공화국의 정치인 최태복. (~2024년)
- 12월 2일 - 대한민국의 목사 김선도. (~2022년)
- 12월 3일
  - 대한민국의 정치인 임방현. (~2022년)
  - 프랑스의 영화감독 장뤽 고다르. (~2022년)
- 12월 5일 - 미국의 지리학자 이 푸 투안. (~2022년)
- 12월 8일 - 스위스의 배우 막시밀리안 셸. (~2014년)
- 12월 9일 - 과테말라의 군인, 정치가 오스카르 움베르토 메히아 빅토레스. (~2016년)
- 12월 11일 - 프랑스의 배우 장루이 트랭티냥. (~2022년)
- 12월 15일 - 아일랜드의 작가, 소설가 에드나 오브라이언. (~2024년)
- 12월 18일 - 대한민국의 언론인, 정치인 정재호.
- 12월 20일 - 대한민국의 공무원, 정치인 안찬희. (~2019년)
- 12월 24일
  - 대한민국의 공직자 안응모. (~2024년)
  - 스페인의 축구 선수 아르세니오 이글레시아스. (~2023년)

### 미상
- 대한민국의 시인 범대순. (~2014년)
- 대한민국의 법조인 김석주.
- 대한민국의 승려 명성.
- 대한민국의 연출가 강유정.
- 대한민국의 목회자 김석준.
- 대한민국의 국가유공자 이명수. (~2006년)
- 일본의 화가 야마모토 히로시. (~1981년)

## 사망

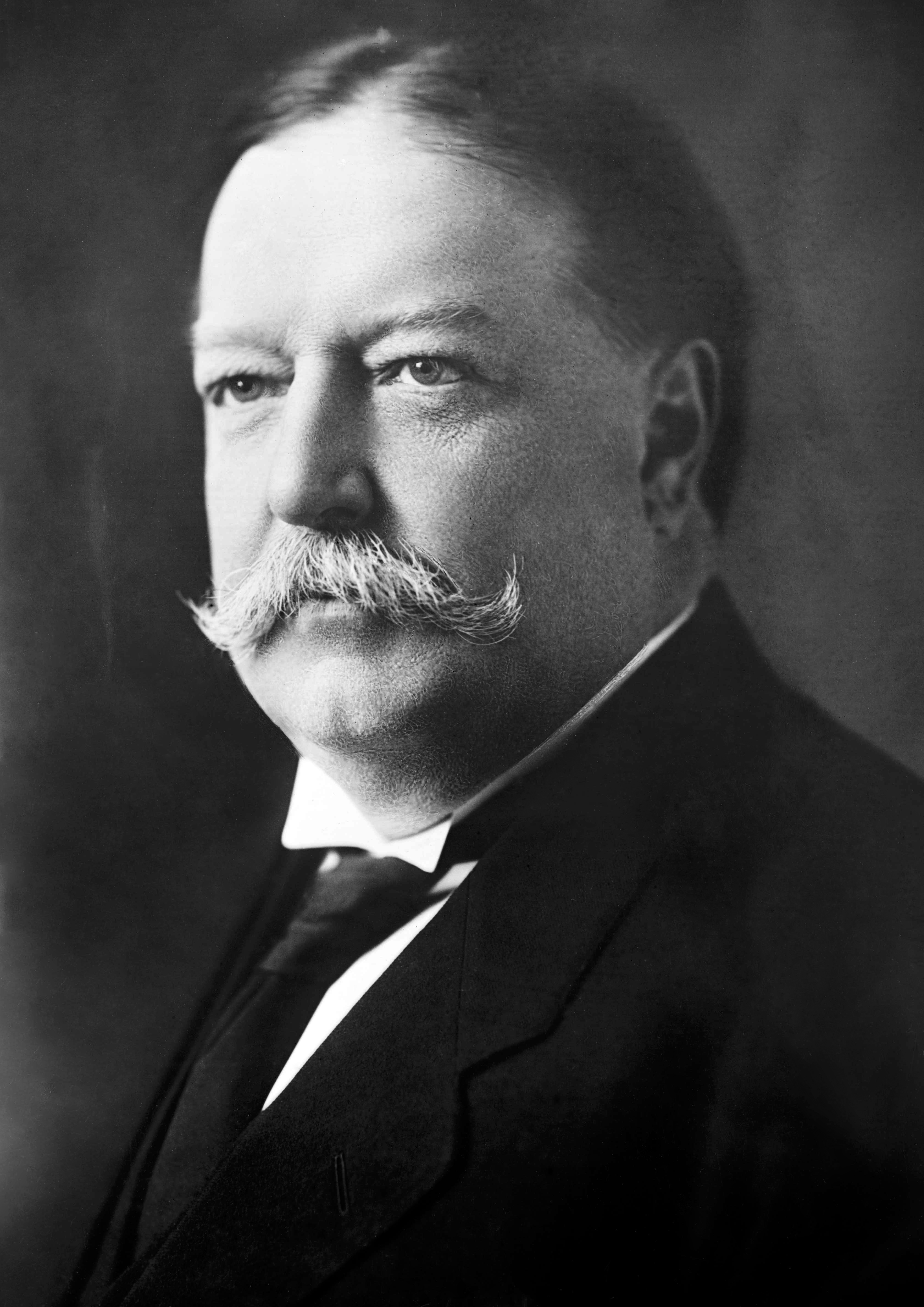
윌리엄 H. 태프트

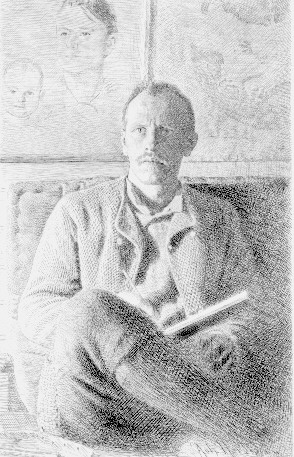
프리드쇼프 난센

- 1월 24일 - 한국 독립운동가 김좌진. (1889년~)
- 3월 8일 - 미국 27대 대통령 윌리엄 하워드 태프트. (1857년~)
- 3월 28일 - 일본의 기독교 사상가 우치무라 간조. (1861년~)
- 5월 9일 - 한국의 독립운동가·교육자·사업가 이승훈(李昇薰) (1864년~)
- 5월 13일 - 노르웨이의 탐험가, 과학자, 외교관, 프리티오프 난센. (1861년~)
- 음력 6월 5일 - 한국의 독립운동가 장진홍. (1895년~)
- 11월 2일 - 독일 지질학자 알프레트 베게너. (1880년~)

## 노벨상
- 문학상:싱클레어 루이스
- 물리학상: 찬드라세카 벵카타 라만
- 생리학 및 의학상:카를 란트슈타이너
- 평화상:나탄 셰데르블롬
- 화학상:한스 피셔

## 달력
| 1월 |    |    |    |    |    |    |
| 일  | 월 | 화 | 수 | 목 | 금 | 토 |
|     |    |    | 1  | 2  | 3  | 4  |
| 5   | 6  | 7  | 8  | 9  | 10 | 11 |
| 12  | 13 | 14 | 15 | 16 | 17 | 18 |
| 19  | 20 | 21 | 22 | 23 | 24 | 25 |
| 26  | 27 | 28 | 29 | 30 | 31 |    |

| 2월 |    |    |    |    |    |    |
| 일  | 월 | 화 | 수 | 목 | 금 | 토 |
|     |    |    |    |    |    | 1  |
| 2   | 3  | 4  | 5  | 6  | 7  | 8  |
| 9   | 10 | 11 | 12 | 13 | 14 | 15 |
| 16  | 17 | 18 | 19 | 20 | 21 | 22 |
| 23  | 24 | 25 | 26 | 27 | 28 |    |

| 3월 |    |    |    |    |    |    |
| 일  | 월 | 화 | 수 | 목 | 금 | 토 |
|     |    |    |    |    |    | 1  |
| 2   | 3  | 4  | 5  | 6  | 7  | 8  |
| 9   | 10 | 11 | 12 | 13 | 14 | 15 |
| 16  | 17 | 18 | 19 | 20 | 21 | 22 |
| 23  | 24 | 25 | 26 | 27 | 28 | 29 |
| 30  | 31 |    |    |    |    |    |

| 4월 |    |    |    |    |    |    |
| 일  | 월 | 화 | 수 | 목 | 금 | 토 |
|     |    | 1  | 2  | 3  | 4  | 5  |
| 6   | 7  | 8  | 9  | 10 | 11 | 12 |
| 13  | 14 | 15 | 16 | 17 | 18 | 19 |
| 20  | 21 | 22 | 23 | 24 | 25 | 26 |
| 27  | 28 | 29 | 30 |    |    |    |

| 5월 |    |    |    |    |    |    |
| 일  | 월 | 화 | 수 | 목 | 금 | 토 |
|     |    |    |    | 1  | 2  | 3  |
| 4   | 5  | 6  | 7  | 8  | 9  | 10 |
| 11  | 12 | 13 | 14 | 15 | 16 | 17 |
| 18  | 19 | 20 | 21 | 22 | 23 | 24 |
| 25  | 26 | 27 | 28 | 29 | 30 | 31 |

| 6월 |    |    |    |    |    |    |
| 일  | 월 | 화 | 수 | 목 | 금 | 토 |
| 1   | 2  | 3  | 4  | 5  | 6  | 7  |
| 8   | 9  | 10 | 11 | 12 | 13 | 14 |
| 15  | 16 | 17 | 18 | 19 | 20 | 21 |
| 22  | 23 | 24 | 25 | 26 | 27 | 28 |
| 29  | 30 |    |    |    |    |    |

| 7월 |    |    |    |    |    |    |
| 일  | 월 | 화 | 수 | 목 | 금 | 토 |
|     |    | 1  | 2  | 3  | 4  | 5  |
| 6   | 7  | 8  | 9  | 10 | 11 | 12 |
| 13  | 14 | 15 | 16 | 17 | 18 | 19 |
| 20  | 21 | 22 | 23 | 24 | 25 | 26 |
| 27  | 28 | 29 | 30 | 31 |    |    |

| 8월 |    |    |    |    |    |    |
| 일  | 월 | 화 | 수 | 목 | 금 | 토 |
|     |    |    |    |    | 1  | 2  |
| 3   | 4  | 5  | 6  | 7  | 8  | 9  |
| 10  | 11 | 12 | 13 | 14 | 15 | 16 |
| 17  | 18 | 19 | 20 | 21 | 22 | 23 |
| 24  | 25 | 26 | 27 | 28 | 29 | 30 |
| 31  |    |    |    |    |    |    |

| 9월 |    |    |    |    |    |    |
| 일  | 월 | 화 | 수 | 목 | 금 | 토 |
|     | 1  | 2  | 3  | 4  | 5  | 6  |
| 7   | 8  | 9  | 10 | 11 | 12 | 13 |
| 14  | 15 | 16 | 17 | 18 | 19 | 20 |
| 21  | 22 | 23 | 24 | 25 | 26 | 27 |
| 28  | 29 | 30 |    |    |    |    |

| 10월 |    |    |    |    |    |    |
| 일   | 월 | 화 | 수 | 목 | 금 | 토 |
|      |    |    | 1  | 2  | 3  | 4  |
| 5    | 6  | 7  | 8  | 9  | 10 | 11 |
| 12   | 13 | 14 | 15 | 16 | 17 | 18 |
| 19   | 20 | 21 | 22 | 23 | 24 | 25 |
| 26   | 27 | 28 | 29 | 30 | 31 |    |

| 11월 |    |    |    |    |    |    |
| 일   | 월 | 화 | 수 | 목 | 금 | 토 |
|      |    |    |    |    |    | 1  |
| 2    | 3  | 4  | 5  | 6  | 7  | 8  |
| 9    | 10 | 11 | 12 | 13 | 14 | 15 |
| 16   | 17 | 18 | 19 | 20 | 21 | 22 |
| 23   | 24 | 25 | 26 | 27 | 28 | 29 |
| 30   |    |    |    |    |    |    |

| 12월 |    |    |    |    |    |    |
| 일   | 월 | 화 | 수 | 목 | 금 | 토 |
|      | 1  | 2  | 3  | 4  | 5  | 6  |
| 7    | 8  | 9  | 10 | 11 | 12 | 13 |
| 14   | 15 | 16 | 17 | 18 | 19 | 20 |
| 21   | 22 | 23 | 24 | 25 | 26 | 27 |
| 28   | 29 | 30 | 31 |    |    |    |

### 음양력 대조 일람
| 음력월 | 월건 | 대소 | 음력 1일의 양력 월일 | 음력 1일 간지 |
| ------ | ---- | ---- | -------------------- | ------------- |
| 1월    | 무인 | 소   | 1월 30일             | 경진          |
| 2월    | 기묘 | 대   | 2월 28일             | 기유          |
| 3월    | 경진 | 대   | 3월 30일             | 기묘          |
| 4월    | 신사 | 소   | 4월 29일             | 기유          |
| 5월    | 임오 | 소   | 5월 28일             | 무인          |
| 6월    | 계미 | 대   | 6월 26일             | 정미          |
| 윤6월  |      | 소   | 7월 26일             | 정축          |
| 7월    | 갑신 | 소   | 8월 24일             | 병오          |
| 8월    | 을유 | 대   | 9월 22일             | 을해          |
| 9월    | 병술 | 소   | 10월 22일            | 을사          |
| 10월   | 정해 | 대   | 11월 20일            | 갑술          |
| 11월   | 무자 | 대   | 12월 20일            | 갑진          |
| 12월   | 기축 | 소   | 1931년 1월 19일      | 갑술          |